# Curel (Alta Marna)
Curel è un comune francese di 440 abitanti situato nel dipartimento dell'Alta Marna nella regione del Grand Est.

## Società

### Evoluzione demografica
Abitanti censiti